# Żydowskie Towarzystwo Literacko-Muzyczne „Hazomir” w Łodzi
Żydowskie Towarzystwo Literacko-Muzyczne „Hazomir” (hebr. זמיר, pol. słowik) – żydowskie towarzystwo kulturalne, założone przez Chaima Janowskiego w 1899, 1900 lub 1901 r., zarejestrowane w 1907 r. i działające do 1941 r., z siedzibą przy al. Kościuszki 21 (ówczesna ul. Spacerowa) w Łodzi, w oficynie kamienicy Nissena Rosenbluma.

## Historia
Początkowo siedziba stowarzyszenia znajdowała się w pasażu Szulca 2, z czasem przeniosła się na al. Kościuszki 21. W ramach towarzystwa powstał mieszany chór, który koncertował w Polsce, i którego założycielem i dyrygentem był Józef Rumszyński. Ponadto w obrębie stowarzyszenia działało kółko dramatyczne, a w 1915 r. powstała również orkiestra. Towarzystwo organizowało m.in. koncerty, wieczory poezji, przedstawienia, a także wystawy i bale. Członkami „Hazomiru” w 1913 r. było 385 osób. Towarzystwo po odzyskaniu przez Polskę niepodległości poddano weryfikacji w 1921 r., a w 1931 r. część członków Towarzystwa odeszła, zakładając konkurencyjny chór „Szir”. „Hazomir” ponownie oficjalnie zarejestrowano w 1936 r. W 1938 r. towarzystwo przeniosło się na ul. J. Kilińskiego 43, a rok później na ul. Kilińskiego 45. Organizacja ta działa także w ramach Litzmannstadt Ghetto do 1941 r. W ramach działalności w getcie towarzystwo grało koncerty w Domu Kultury przy ul. Krawieckiej 3 w Łodzi.

## Wybrani członkowie „Hazomiru”

### Dyrygenci
- Józef Rumszyński – założyciel chóru (1899[2]–1903),
- Zavel Zilberts – (1903–1906)[2][9],
- Naum Podkaminer (1906–1909),
- E. Szklar (1907–1911),
- Leo Kopf (1911–1914),
- Zavel Zilberts (1914–1920)[10],
- Izrael Fajwiszys – dyrygent w latach 1922–1932[2][11],
- Izaak Zachs – dyrygent w latach 1932–1939[2][12].

### Inni, znani członkowie
- Aleksander Bardini – skrzypek, prawdopodobnie na przełomie lat 20. i 30. XX w.[13],
- Stanisław Barcewicz – skrzypek, występował w 1909 r.[5],
- Julian Birnbaum – współzałożyciel i wiolonczelista[14],
- Zygmunt Bromberg-Bytkowski – literat, członek zarządu i prezes[15][16],
- Emanuel Hamburski – członek zarządu i kasjer[3][17],
- Jerzy Rosenblatt – prezes od 1914 r.[18]